# Falda (geologia)
Con il termine falda (dalla parola tedesca falte che vuol dire "piega"), in geologia si indica l'acqua sotterranea scorrente con maggiore o minore lentezza in rocce permeabili ("acquiferi"), limitata in basso da una formazione impermeabile (es. argilla) denominata letto della falda. 
In alto le falde possono essere libere (falde a pelo libero o freatica) restando nel sottosuolo; oppure raggiungere la superficie topografica, nel qual caso l'acqua affiora; oppure essere limitate da altre rocce impermeabili (tetto della falda): in questo caso confluiscono sotto pressione (falde artesiane). 
Le falde possono essere di vario tipo. 
La falda di detrito consiste in detriti accumulati dalla gravità ai piedi di una parete rocciosa o di un ripido pendio. 
La falda può anche essere di ricoprimento (coltre), un'ampia struttura tettonica tipica di catene intensamente corrugate. 
Consiste nella sovrapposizione anomala di due unità tettoniche: la superiore, traslata per lunghe distanze, almeno nell'ordine di qualche chilometro, si sovrappone all'inferiore, o substrato ricoprendolo su ampie aree.
Le radici sono la parte da cui sorgono, spesso subverticalmente, alcuni tipi di coltri collegandosi all'autoctono della regione da cui provengono. 
Le coltri, ricoprono attraverso un fianco inverso una superficie di scorrimento, il substrato.  
Il substrato può essere costituito da terreni autoctoni o da coltri più antiche. Altre coltri non hanno radici: la loro regione di provenienza, invece che autoctono, viene chiamato patria. 
La parte più avanzata, la fronte, eventualmente complicata da lobi.  
La parte superiore, il dorso o carapace che può essere interessato da piegamenti minori detti digitazioni; quando anche le digitazioni sovrascorrono su altre parti della coltre si chiamano subfalde o coltri secondarie, mentre la coltre maggiore prende il nome di primaria. Il dorso presenta culminazioni e depressioni; se la coltre si arresta contro un ostacolo rigido si può avere un raddrizzamento della fronte. In una coltre si possono misurare la distanza del ricoprimento dalla radice alla fronte; lo spessore della coltre; la direzione dell'avanzamento. Lembi di rocce trasportati lungo la superficie di scorrimento costituiscono scaglie, lame, trucioli. Delle parti della regione frontale staccate e avanzate indipendentemente dalla coltre sul substrato, costituiscono i klippe; le parti delle coltre isolate dalla erosione, o i resti di una coltre erosa si chiamano lembi di ricoprimento. Gli squarci o le decorticazioni profonde che mettono a nudo il substrato in aree circoscritte, più o meno estese, entro la coltre sono chiamate finestre tettoniche. Spesso una coltre più recente ne ricopre una precedente: può avanzare oltre la prima ed il fenomeno è detto scavalcamento. Il ripiegamento di una falda più antica attorno a una successiva è detto inviluppo. L'avampaese di una coltre la regione verso cui essa avanza. 
Si distinguono vari tipi di meccanismi di ricoprimento: 
1. per ultrapiega o piega coricata, o piega-falda, o di tipo appenninico;
2. per piega-falda, o di tipo elvetico;
3. per superficie di taglio, o scorrimento, o faglia a superficie orizzontale, che forma le coltri rigide o di tipo austriaco.

Se il moto avviene per scollamento dal substrato e scivolamento lungo una superficie lubrificante si hanno COLTRI GRAVITATIVE, o DI DENUDAMENTO, che se hanno struttura caotica si chiamano  PLASTICHE. Una distinzione sulla base dei rapporti delle coltri col substrato divide COLTRI I, II, III GENERE. Le prime sono dette anche COLTRI AUTOCTONE; le seconde e le terze, che hanno perduto contatto con le radici, ALLOCTONE. La falda può essere una Falda Fragile, caratterizzata da cunei o SCAGLIE LISTRICHE; le regioni che presentano questo stile sono caratterizzare da zolle cuneiformi che si accavallano per faglie inverse o costituiscono sovrascorrimenti di entità limitata, spesso associati in gran numero.